# Balakən
Balakən – miasto w północno-zachodnim Azerbejdżanie, stolica rejonu Balakən. W 2009 roku liczyło 10 316 mieszkańców. Rejon od północy graniczy z Rosją i Gruzją.

## Ludność

### Grupy etniczne
- Azerowie – 72,7%
- Awarowie – 21,4%
- Gruzini – 2,9%
- Romowie Garaczi – 2,6%
- Rosjanie i Ukraińcy – 0,4%

### Język
Większość mieszkańców posługuje się językiem azerskim, a mniejszość – awarskim.

### Religia
Około 95% mieszkańców wyznaje islam.